# Anton Boudewijn van Deinse
Anton Boudewijn van Deinse (Nijmegen, 1885 - Rotterdam, 1965) was een Nederlandse zoöloog.
Doctor van Deinse was leraar in de plant- en dierkunde aan het Erasmiaans Gymnasium te Rotterdam van 1913 tot 1951. Zijn omvangrijke collectie mariene preparaten afkomstig uit de Noordzee, verzamelde hij op de fiets van Katwijk tot Scheveningen, en vormde de basis van de collecties van het Natuurhistorisch Museum Rotterdam, het zogenaamde "Dr. Van Deinse Kabinet".

## Deinsea
Het Natuurhistorisch Museum Rotterdam geeft jaarlijks een wetenschappelijk publicatie uit over het onderzoek op het gebied van de paleozoölogie die zij samen met de Werkgroep Pleistocene Zoogdieren uitvoert, deze publicatie: Deinsea is naar de zoöloog van Deinse vernoemd.